# Arhopalus deceptor
Arhopalus deceptor är en skalbaggsart som först beskrevs av Sharp 1905.  Arhopalus deceptor ingår i släktet Arhopalus och familjen långhorningar.
Artens utbredningsområde är Tibet. Inga underarter finns listade.